# Ida Giavarini
Ida Giavarini (Torino, 16 aprile 1908 – Bologna, 13 giugno 1996) fu una delle maggiori zootecniche italiane, in modo particolare per lo studio di piccole specie di grande importanza agroalimentare come polli, conigli, api e pesci.
Ha pubblicato oltre 200 pubblicazioni, tra le quali diversi libri sull'avicoltura.
Dal 1953 al 1968 ha diretto l'Istituto Nazionale di Apicoltura ed il Centro Avicolo di Bologna (enti del Ministero dell'Agricoltura); inoltre, dal 1956 al 1978 stata Direttore dell'Istituto di Zooculture dell'Università di Bologna.
Ha ricoperto ruoli nelle seguenti associazioni scientifiche:
- Presidente e Consigliere della Sezione Italiana dell'Associazione Mondiale di Avicoltura Scientifica (WPSA)
- Consigliere della Società Italiana di Patologia Aviaria (SIPA)
- Socio Onorario della Società italiana per il Progresso della Zootecnia
- Socio Fondatore dell'Associazione Scientifica di Produzione Animale (ASPA)
- Socio corrispondente dell'Accademia Nazionale di Agricoltura.

È stata anche nominata Cavaliere al Merito della Repubblica Italiana.